# Silvestro Miccù
Silvestro (Giovanni Battista) Miccù (Napoli, 25 settembre 1746 – Amalfi, 28 gennaio 1830) è stato un arcivescovo cattolico italiano, ultimo metropolita di Amalfi.

## Biografia
Giovanni Battista Miccù nacque a Napoli il 25 settembre 1746. Entrato nell'Ordine dei frati minori nel 1764 prese il nome di Silvestro, fu ordinato sacerdote il 17 ottobre 1773. Il 20 gennaio 1792 fu nominato da papa Pio VI vescovo delle diocesi aeque principaliter unite di Ravello e Scala. Ricevette l'ordinazione episcopale il 4 marzo 1792 dal cardinale Luigi Valenti Gonzaga. Il 29 ottobre 1804 fu nominato arcivescovo metropolita di Amalfi da papa Pio VII. Dal 1812 al 1815 fu anche amministratore apostolico di Cava. Fu l'ultimo metropolita della sede amalfitana e anche l'ultimo vescovo di Ravello e Scala: con la bolla De utiliori del 1818 furono soppresse le sedi suffraganee di Amalfi e di conseguenza anche la stessa metropolia. Resse l'arcidiocesi fino al 28 gennaio 1830, giorno della sua morte.

## Genealogia episcopale
La genealogia episcopale è:
- Cardinale Scipione Rebiba
- Cardinale Giulio Antonio Santori
- Cardinale Girolamo Bernerio, O.P.
- Arcivescovo Galeazzo Sanvitale
- Cardinale Ludovico Ludovisi
- Cardinale Luigi Caetani
- Cardinale Ulderico Carpegna
- Cardinale Paluzzo Paluzzi Altieri degli Albertoni
- Papa Benedetto XIII
- Papa Benedetto XIV
- Papa Clemente XIII
- Cardinale Luigi Valenti Gonzaga
- Arcivescovo Silvestro Miccù, O.F.M.